# جبارة بن المغلس
أبو محمد جبارة بن المغلس الحماني الكوفي محدث كوفي، وأحد رواة الحديث النبوي.
حدث عن: شبيب بن شيبة، وأبي بكر النهشلي، وقيس بن الربيع، وعبد الأعلى بن أبي المساور، وأبي شيبة العبسي إبراهيم بن عثمان، وأبي عوانة.
حدث عنه: محمد بن ماجه في سننه، وأحمد بن الصلت الحماني ابن أخيه، وبقي بن مخلد، وعبد الله بن أحمد بن حنبل، ومطين، والحسن بن سفيان، وأبو يعلى الموصلي، والحسين بن إدريس، والحسن بن بحر البيروذي، بذال معجمة، وعبدان الأهوازي، وعدة.
قال عبد الله بن أحمد بن حنبل: «عرضت على أبي أحاديث سمعتها من جبارة فأنكر بعضها، وقال هذه موضوعة». قال البخاري : «مضطرب الحديث». وقال يحيى بن معين : «هو كذاب». قال ابن نمير: «كان يوضع له، فيحدث». قال مسلمة بن قاسم: «روى عنه من أهل بلدنا بقى بن مخلد، و جبارة ثقة إن شاء الله». قال ابن حبان: «كان يقلب الأسانيد، و يرفع المراسيل، أفسده يعنى الحمانى،  حتى بطل الاحتجاج بأحاديثه». قال الدارقطنى: «متروك». قال صالح جزرة: «كان رجلا صالحا، سألت ابن نمير عنه فقال كان لأن يخر من السماء إلى الأرض أحب إليه من أن يكذب، قلت له كان أصحاب الحديث يتكلمون فيه، فسألنى عما أنكروا من حديثه، فذكرت له خمسة أو ستة، فأنكرها، ثم قال لعله أفسد حديثه بعض جيرانه، فقلت لعله الحمانى، قال لا أسمى أحدا». قال نصر بن أحمد البغدادى: «جبارة في الأصل صدوق، إلا أن ابن الحمانى أفسد عليه كتبه». قال السليمانى: «سمعت الحسين بن إسماعيل البخارى يقول سألت محمد بن عبيد فيما بينى و بينه أيهما عندك أوثق، فقال جبارة عندى أحلى وأوثق، ثم قال سمعت عثمان بن أبى شيبة يقول جبارة أطلبنا للحديث، و أحفظنا، قال وأمرنى الأثرم بالكتابة عنه، فسمعت معه عليه بانتخابه».
روي ابن ماجه 5 ثلاثيات في سننه، وكلها من طريق جبارة بن مغلس، ولولا ضعف جبارة لارتفعت منزلة سننه بهذه الثلاثيات، ولكنها كلها لا تصح لأنها جاءت من هذه الطريق الضعيفة، وكلها جاءت بإسناد واحد من طريق جبارة بن مغلس عن كثير بن سليم عن أنس بن مالك.

## وفاته
قال موسى بن هارون توفي سنة 241 هـ وقد قارب المائة.